# آلادار گرویچ
آلادار گِرِویچ ورزشکار مرد رشتهٔ شمشیربازی اهل کشور مجارستان بود. وی در بین سال‌های ‎۱۹۳۲ تا ۱۹۶۰ میلادی در مسابقات بازی‌های المپیک تابستانی در مجموع ۱۰ مدال، شامل ۷ مدال طلا و ۱ نقره و ۲ برنز را کسب کرد.